# Драма-феєрія
Драма-феєрія (або просто феєрія; фр. féerie, від фр. fée — фея, чарівниця) — один із жанрових різновидів драми. Для цього виду властивий фантастично-казковий сюжет, поряд із людьми діють створені уявою письменника фантастично-містичні істоти. Сценічна дія феєрії відрізняється використанням сценічних ефектів та трюків.
Драми-феєрії виникли в Італії у 17 столітті. Пізніше, у 18-19 століттях, жанр феєрії було активно задіяно у європейському театральному, оперному мистецтві та балеті.
Особливості драми-феєрії:
- фантастично-казковий сюжет;
- дійові особи: містичні або фантастичні істоти
- відбуваються надзвичайні історії;
- театральний ефект з безліччю театральних трюків.
- застосування в фільмах драмах

Єдиною феєрією в українській літературі є п'єса «Лісова пісня» Лесі Українки.